# レスリー・クリム
レスリー・クリム（Lesley Klim、1995年1月16日 - ）は、ナミビアのラグビーユニオン選手。

## プロフィール
- ナミビア・ケートマンスフープ出身[1]。
- ポジションはウィング(WTB)、センター(CTB)。
- 身長 187cm、体重 95kg
- ナミビア代表キャップは26（2020年3月現在）でワールドカップ2019のナミビア代表に選ばれた[2]。

## 略歴
ウェルウィッチアス、ドンカスター・ナイツを経て、2018年、オスプリーズに加入。
2020年、ジャージー・レッズに加入。